# Tómas Rodríguez
Tómas Rodríguez Ortiz (1 de abril de 1962) es un levantador de pesas panameño. Compitió en los Juegos Olímpicos de 1984 y en los Juegos Olímpicos de 1988.

## Biografía
Rodríguez compitió en los XIV Juegos Centroamericanos y del Caribe celebrados en La Habana, Cuba en donde ganó la medalla de bronce en la categoría peso pluma-60 kg arranque. Compitió en los Juegos Panamericanos de 1983 celebrados en Caracas, Venezuela en donde ganó medalla de bronce en la categoría peso ligero-67,5 kg arranque. Compitió en los Juegos Olímpicos de Los Ángeles 1984, el 31 de julio de 1984 participó en la categoría peso pluma-60 kg en donde quedó de once en donde levantó 250.0 k. Compitió en los XV Juegos Centroamericanos y del Caribe celebrados en Santiago de los Caballeros, República Dominicana en donde ganó la medalla de plata en la categoría peso pluma -60 kg total y arranque y la medalla de bronce en limpio y jerk. Compitió en los Juegos Olímpicos de Seúl 1988, el 21 de septiembre de 1988 en donde participó en la categoría peso ligero-67 kg en donde quedó en la posición quince en donde levantó 262.5 k. Compitió en los XVI Juegos Centroamericanos y del Caribe celebrados en la Ciudad de México, México en donde ganó la medalla de bronce en la categoría peso ligero -67,5 kg en arranque.